# Rudolf Bogatec
Rudolf Bogatec, slovenski rimskokatoliški duhovnik, * 26. junij 1925, Križ, Trst.
Rodil se je v družini slovenskega železničarja, očetu Jrneju in matari Frančiški Bogatec, rojeni Stepančič, v Križu pri Trstu. Bogoslovje je študiral v Gorici in bil 4. julija 1948 v Trstu posvečen v mašnika. Najprej je služboval v Bertokih, a so ga oblasti v
Coni B Svobodnega tržaškega ozemlja po enem mesecu odslovile. Nato je bil kaplan v tržaškem predmestju Rojan (1949/1950) in Proseku 1950-1952), potem župni upravitelj na Kontavelu od 1956 pa prav tam župnik. V času njegovega službovanja na Kontavelu je bila obnovljena župnijska cerkev ter prizidana krstilnica in zvonik. Za koledar Mohorjeve družbe v Gorici je leta 1956 napisal članek Slovenski ribiči.